# 베타-케토아이소카프로산
β-케토아이소카프로산(영어: β-ketoisocaproic acid) 또는 4-메틸-3-옥소펜탄산(영어: 4-methyl-3-oxopentanoic acid)은 류신의 대사 과정에서의 대사 중간생성물이다. 류신 대사 경로에서 β-케토아이소카프로산의 대사 전구물질은 β-류신이며, 대사산물은 β-케토아이소카프로일-CoA이다.

## 같이 보기
- α-케토아이소카프로산